# Fabio Di Micco
Fabio Di Micco (Caserta, 19 giugno 1977) è un politico italiano.

## Biografia

### Elezione a senatore
Alle elezioni politiche del 2018 viene eletto al Senato della Repubblica, nelle liste del Movimento 5 Stelle nella circoscrizione Campania. 
Ha ricoperto gli incarichi di:
- Membro della 14ª Commissione permanente Politiche dell'Unione Europea dal 06/2018 al 03/2019;
- Membro della 4ª Commissione permanente Difesa dal 03/2019 al 02/2021;
- Membro della 3ª Commissione permanente Affari Esteri dal 02/2021 al 05/2022;
- Vicepresidente della 3ª Commissione permanente Affari Esteri dal 05/2022 al 10/2022;
- Membro della Delegazione parlamentare italiana presso l'Assemblea del Consiglio d'Europa dal 10/2018 al 12/2022.
Il 17 febbraio 2021 è uno dei 15 senatori del M5S a votare contro la fiducia al Governo Draghi. Il giorno dopo il Capo politico del M5S, Vito Crimi, annuncia l'espulsione dei 15 senatori dissidenti che non hanno votato la fiducia al governo.
Il 20 luglio 2022, il giorno del voto di sfiducia al Senato e della caduta del governo Draghi, annuncia il rientro nel gruppo parlamentare e il ritorno nel Movimento 5 Stelle.